# Max Müller (Politiker, 1874)
Max Wilhelm Müller (* 25. Mai 1874 in Lichtenstein-Callnberg; † 13. Januar 1933 in Dresden) war ein deutscher Politiker.

## Leben
Nach dem Besuch der Volksschule und einer Ausbildung als Schriftsetzer war er von Januar 1906 bis zum Januar 1924 als Redakteur bei der sozialdemokratischen Zeitung „Volksstimme“ in Chemnitz tätig. Im Jahre 1908 wurde er Vorsitzender der SPD in Chemnitz. Von 1908 bis 1911 war Müller Mitglied des dortigen SPD-Bezirksvorstands. Am 15. September 1912 sprach Max Müller als Kreisvorsitzender der Chemnitzer Parteiorganisation das Grußwort auf dem SPD-Parteitag 1912 in Chemnitz. Schließlich amtierte er von 1920 bis 1922 als Mitglied des zentralen Parteiausschusses. Während der Novemberrevolution war Müller gemeinsam mit Fritz Heckert und Max Stein Vorsitzender des Chemnitzer Arbeiter- und Soldatenrates. 1919 wurde Müller für die SPD zum Mitglied des Sächsischen Landtags gewählt, er behielt dieses Mandat bis 1929. Von 1922 bis 1924 war er Fraktionsvorsitzender der SPD-Landtagsfraktion. Parallel zu seiner parlamentarischen Karriere in Sachsen kandidierte Müller 1920 für den Wahlkreis Chemnitz-Zwickau für den Reichstag. Von Januar 1924 bis Januar 1927 war Müller sächsischer Innenminister.
Während des Sachsenkonfliktes zwischen 1924 und 1926 unterstützte er die Regierung von Max Heldt und trat 1926 der Alten Sozialdemokratischen Partei Deutschlands (ASPD) bei. Von 1926 bis 1930 war Müller Gesellschafter der Volksstaatdruckerei. Seit 1930 bis zu seinem Tod war er Oberregierungsrat bei der Kreishauptmannschaft Dresden.